# Maurice Dior
Pour les autres membres de la famille, voir Famille Dior.
Alexandre Louis Maurice Dior est un industriel normand, né le 7 février 1872 à Neuville (Calvados), mort le 9 décembre 1946 à Callian (Var). Il est le père du grand couturier Christian Dior et de la résistante Catherine Dior.

## Biographie

### Jeunesse
Maurice Dior est issu d’une famille d’agriculteurs reconvertis dans l’industrie des engrais et originaires de Savigny-le-Vieux, à la lisière  de la Manche et de la Mayenne .
Avec son cousin Lucien Dior, futur député et ministre, il prend la direction d’une entreprise chimique spécialisée dans l’engrais, fondée en 1832 par Louis-Jean Dior. Elle est située à Saint-Nicolas, non loin de Granville.
En 1898, à vingt-six ans, il épouse Madeleine Martin, qui a alors dix-neuf ans. Ils auront cinq enfants : Raymond, en 1899, puis Christian en 1905, Jacqueline en 1909, Bernard en 1910, et Ginette, qui se fera appeler Catherine, en 1917.

### Succès dans l'industrie
Avec Lucien Dior, il s’attache à faire prospérer l’entreprise familiale. En 1905, son capital s’élève ainsi à 1,5 million de francs. Le choix d’établir le siège social de l’entreprise à Paris, au 7, rue d’Athènes, témoigne de cette prospérité. Une telle réussite est portée par des innovations et une diversification des activités de l’entreprise : les Dior sont ainsi les premiers à fabriquer de l’acide sulfurique pour le phosphate d’engrais. Dans la Meuse et dans les Ardennes, la famille est également propriétaire d’exploitations de phosphates.
En 1912, l’entreprise familiale prend le nom de « Dior Fils & Cie » et devient une société en commandite par actions. Son capital s’élève alors à quatre millions de francs : c’est le début d’une époque faste qui va durer une vingtaine d’années. Les Dior ouvrent des usines en Bretagne, à Landerneau, Rennes et Saint-Marc, commune située non loin de Brest et qui donnera son nom à la fameuse lessive créée quelques années plus tard. En 1923, l’entreprise de Maurice et Lucien Dior devient une société anonyme.
Ces succès dans les affaires ont des conséquences sur la vie personnelle de Maurice Dior. Dès 1905, la famille Dior quitte le centre-ville de Granville pour s’installer dans la villa Les Rhumbs, une maison que Madeleine Dior, la femme de Maurice, se chargera d’embellir en y cultivant un jardin à l’abri du vent et en la décorant selon la mode de l’époque. Cette maison abrite aujourd’hui le musée Christian-Dior. En 1910, la famille s’installe à Paris, dans le quartier de La Muette, rue Albéric-Magnard, rebaptisée depuis rue Richard-Wagner, conservant Les Rhumbs comme maison de vacances. Après la guerre, que les Dior passent à l’abri dans leur villa de Granville, ils retournent à Paris en 1918, non loin de leur précédente adresse. Ce nouvel appartement témoigne une fois encore de la réussite de Maurice Dior : décoré en style néo Louis XVI, il est agrémenté de deux tableaux de valeur, un Boucher et un Lépicié, deux toiles que Maurice Dior a acquises sur les conseils d’un ami.

### La ruine
Désireux de faire fructifier les revenus générés par ses entreprises, Maurice Dior se lance dans la spéculation en 1923. Pour mieux se consacrer à ces opérations, et constatant que ses fils ne reprendront pas l’entreprise familiale, il délègue une partie de ses responsabilités à son cousin Lucien Dior.
En mai 1931, la femme de Maurice Dior meurt. Quelques mois plus tard, le contrecoup de la crise de 1929 se fait sentir en France et les actions de l’homme d’affaires ont perdu leur valeur. Il se trouve alors incapable de rembourser l’emprunt qu’il a contracté dans le cadre d’opérations immobilières destinées à assurer sa fortune et celle de ses fils. C’est la ruine, Maurice Dior est obligé de liquider tous ses biens. L’entreprise familiale est vendue, elle sera rebaptisée SOFO puis SOFERTI.
En 1932, il part alors vivre à Callian, dans le Var, où la vie est moins chère. Sa fille Catherine l’accompagne tandis que Christian, qui n’est pas encore le couturier reconnu qu’il deviendra, reste à Paris et leur envoie régulièrement de l’argent. C’est à Callian, dans « Les Naÿssès », le petit mas qu’il a acheté en 1932, que Maurice Dior meurt en 1946, quelques mois seulement avant l’inauguration de la maison de couture de son fils et le triomphe retentissant de son premier défilé.